# Grenousse et ses évolutions
Grenousse est une espèce de Pokémon de type eau apparue pour la première fois dans Pokémon X et Y. Il s'agit du starter de type eau de la sixième génération.

## Création
Grenousse et ses évolutions apparaissent en 2013, en starter des jeux Pokémon X et Y

### Étymologie
"Grenousse" regroupe "grenouille" et "mousse".
"Croâporal" regroupe l'onomatopée "croâ", bruit émis par les grenouilles, et "caporal".
"Amphinobi" regroupe "amphibien" et "shinobi".

## Description
Dans les jeux, il évolue en Croâporal au niveau 16 puis en Amphinobi au niveau 36.

### Grenousse
Grenousse est un Pokémon de type eau et un des trois starter de Kalos. Il a l'apparence d'une grenouille bleu recouverte d'écume. Grenousse chromatique est plus clair.

### Croâporal
Croâporal est un Pokémon de type eau et l'évolution de Grenousse. Croâporal chromatique possède les parties de base bleu foncé encore plus sombres et les parties de base bleu normal plus claires ; le contratse entre les deux bleu augmente considérablement.

### Amphinobi
Amphinobi est un Pokémon du double type eau-ténèbres, sauf lorsqu'il utilise son Talent Caché Protéen, qui lui permet d'obtenir le type de l'attaque qu'il utilise (cela possède un intérêt en stratégie Pokémon). Il utilise sa langue comme une écharpe.  Celui-ci peut transformer l'eau en armes comme des shurikens.Amphinobi chromatique est noir.
Il possède aussi une forme spéciale, Sachanobi, obtenue lorsqu'il possède le Talent Caché Synergie. Il n'est possible d'avoir Sachanobi que dans la Démo des jeux Soleil et Lune.
Depuis la sixième génération, Amphinobi fait partie des Pokémons préférés des fans.

## Apparitions

### Jeux vidéo
Grenousse, Croâporal et Amphinobi apparaissent dans série de jeux vidéo Pokémon. D'abord en japonais, puis traduits en plusieurs autres langues, ces jeux ont été vendus à plus de 200 millions d'exemplaires à travers le monde. Grenousse est le Pokémon de départ de type eau proposé au début de la région Kalos par le Professeur Platane à Illumis.
Amphinobi apparaît également dans Super Smash Bros. for Nintendo 3DS / for Wii U en tant que nouveau combattant, puis réapparaît dans Super Smash Bros. Ultimate.

### Série télévisée et films
La série télévisée Pokémon ainsi que les films sont des aventures séparées de la plupart des autres versions de Pokémon et mettent en scène Sacha en tant que personnage principal. Sacha et ses compagnons voyagent à travers le monde Pokémon en combattant d'autres dresseurs Pokémon.
Dans la série animée, Sacha attrape un Grenousse qui est le second Pokémon à être capturé en premier qui ne soit pas de type Plante, le premier étant Moustillon.
Son Grenousse évolue en Croâporal puis en Amphinobi. Il peut alors utiliser Synergie avec Sacha.

## Réception
Pour la Coupe du monde de football de 2014, Grenousse et d'autres Pokémon deviennent les mascottes officielles de l'équipe du Japon de football.